# Tahuamanu (provincie)
Tahuamanu is een provincie in de regio Madre de Dios in Peru. De provincie heeft een oppervlakte van 21.197 km² en telt 13.814 inwoners (2015). De hoofdplaats van de provincie is het district Iñapari.

## Bestuurlijke indeling
De provincie Tahuamanu is verdeeld in drie districten, UBIGEO tussen haakjes:
- (170302) Iberia
- (170301) Iñapari, hoofdplaats van de provincie
- (170303) Tahuamanu

Manu · Tahuamanu · Tambopata